# Caterpillar Vol.5
Caterpillar Vol.5 è una compilation di brani trasmessi nella quinta edizione della trasmissione radiofonica Caterpillar, in onda su Radio 2. La compilation fa parte della serie dal titolo Caterpillar. Quando il fine giustifica gli automezzi ed è stata pubblicata nell'estate del 2002. Il disco contiene 16 brani di autori vari.

## Autori presenti sul disco
La musica del Centro e del Sud America è rappresentata nel disco dal gruppo Ska latino messicano dei Los de abajo e da un pezzo del musicista cubano Compay Segundo del cantante tedesco Lou Bega. Inoltre è presente un brano del gruppo di Barcellona Macaco i cui membri provengono da vari paesi quali Brasile, Camerun, Venezuela e Spagna, e suonano la patchanka mescolando tradizione mediterranea, musica elettronica, musica latina, e rumba.
I gruppi italiani contenuti nella raccolta spaziano dai siracusani Roy Paci & Aretuska, di orientamento Ska, Rocksteady e Jazz, ai Radici nel Cemento di Fiumicino, che mescolano reggae, dub, Rocksteady e Ska. I Sa Razza, gruppo musicale sardo, propongono il loro hip hop cantato in Campidanese, mentre miscele di rock e folk con contaminazioni varie vengono proposte dai fiorentini Bandabardò, dagli emiliani Modena City Ramblers, con le loro influenze irlandesi e dai loro conterranei Caravane de ville. Chiude il disco un brano della Banda Osiris con il mix di ironia e contaminazione tra i generi che contraddistingue il gruppo.
Il mondo francofono è rappresentato dal folk-rock dei parigini Louise Attaque, dal Pop raï del cantante algerino Cheb Mami, dal mix di Ska e di Reggae, di musica giamaicana, latina e Rock del gruppo di Tolosa Spook and the Guay e dai franco-spagnoli Sergent Garcia, che suonano un misto di Reggae, Salsa Muffin, ritmi africani e un po' di Rock, con testi ispirati a temi di amore e povertà, al Subcomandante Marcos e allo sciamanesimo.
Il disco è completato dal folk-rock degli scozzesi The Waterboys e dal mix etnico/mediterraneo del violinista/mandolinista croato Aco Bocina.

## Tracce
1. Loski nerds dei Roy Paci & Aretuska (R. Paci) 3:15
2. Killer girl di Spook and the Guay (P. Talavero, Spook and the Guay) 3:44
3. Anda levanta dei Los de abajo (L. Terón, C. Cuevas) 1:32
4. Salsamania dei Sergent Garcia (B. Garcia) 4:44
5. Echelon dei Radici nel Cemento (A. Bono) 3:02
6. Manifesto della Bandabardò (E. Greppi, A. Finazzo) 4:16
7. Je t'emmène au vent dei Louise Attaque (G. Roussel, L. Attaque) 3:04
8. Zarartou di Cheb Mami (Mami, Allam) 4:00
9. Sardos veteranos dei Sa razza (N. Spiga) 4:13
10. Incomunikaos dei Macaco (M. El Mono Loco, M. Fuks) 4:02
11. Baby keep smiling di Compay Segundo & Lou Bega (F. Lio, D. Fact, L. Bega, Z. Davids) 3:38
12. Corri Lola dei Caravane de ville (G. Rubbiani) 2:35
13. Blues for your baby dei The Waterboys (M. Scott) 5:42
14. Opop di Aco Bocina (A. Bocina) 4:10
15. Una perfecta excusa dei Modena City Ramblers (L. Sepulveda, S. ‘'Cisco'’ Bellotti, F. D'Aniello, R. Zeno, F. Moneti, M. Ghiacci) 4:02
16. I cani… della Banda Osiris (G. Carlone, Macrì) 1:43